# Tugéras-Saint-Maurice

Tugéras-Saint-Maurice este o comună în departamentul Charente-Maritime, Franța. În 1 ianuarie 2022 avea o populație de 383 de locuitori.